# Пуручуко

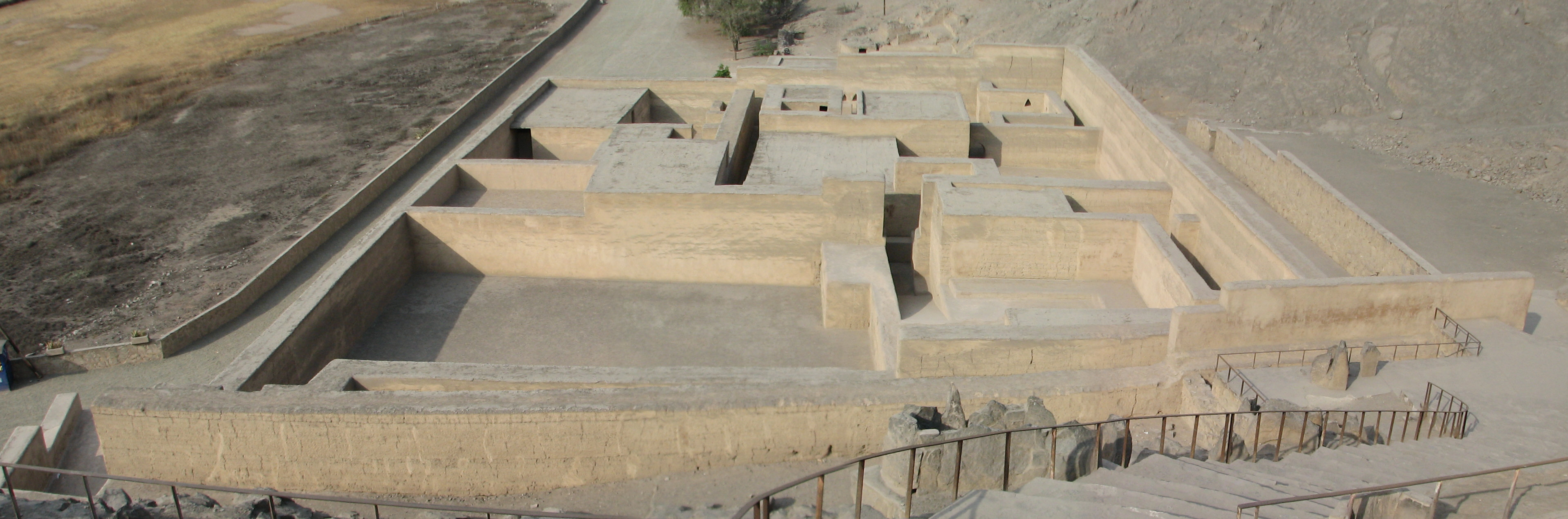
Раскопки в Пуручуко — общий вид

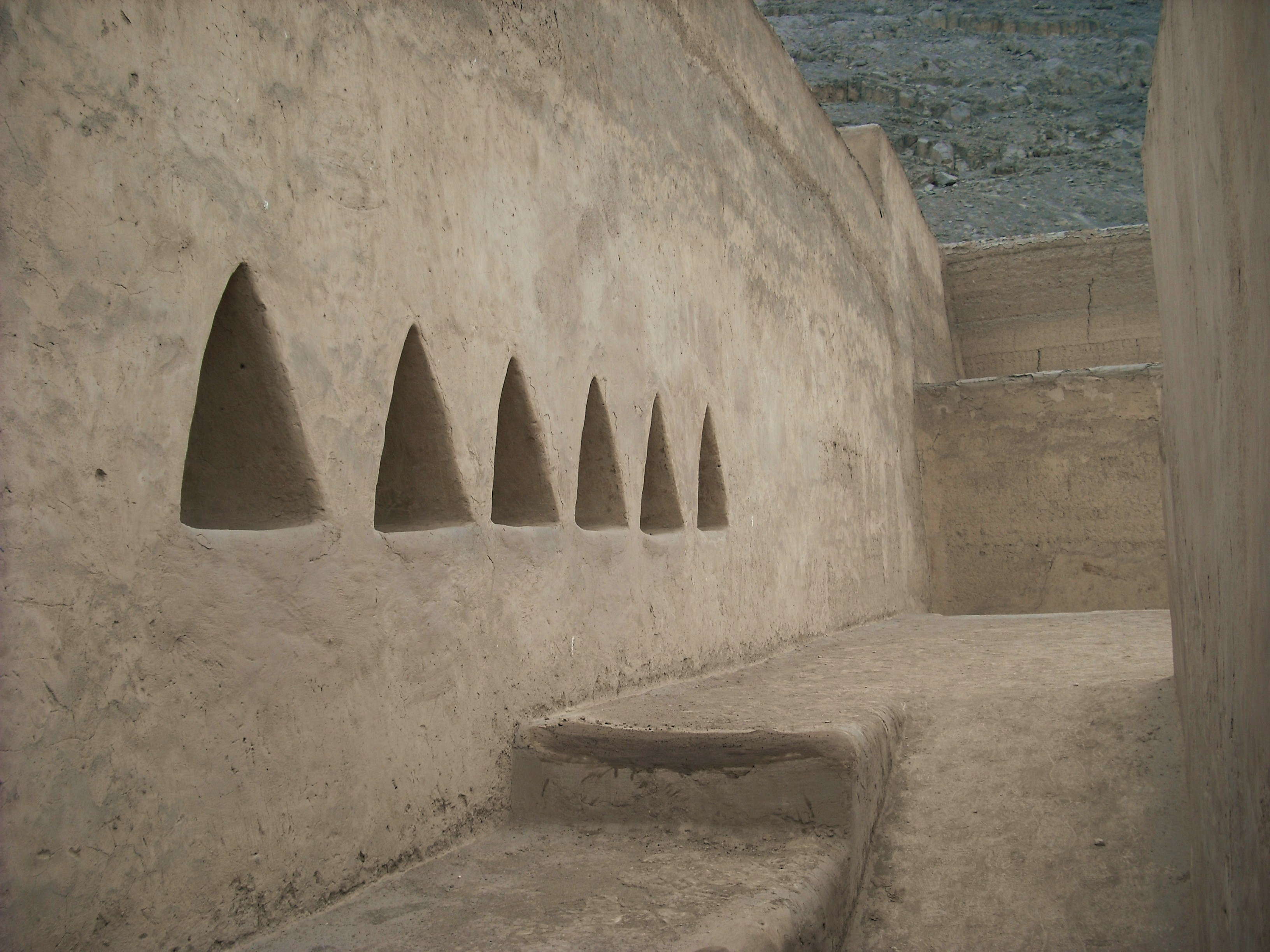
Треугольные ниши внутри дворца

Пуручуко, исп. Puruchuco, кечуа Puruchuku — зона археологических раскопок в округе Ате в перуанской провинции Лима, где обнаружены сооружения эпохи инков (1450—1532). Здесь находится дворец Пуручуко, здесь в настоящее время открыт археологический музей, в котором представлены история реставрации дворца и найденные здесь артефакты.